# Артерия
 Тази статия е за кръвоносния съд.  За групата с това име вижте Артерия (група).  
Артериите са тръбести образувания, които изнасят кръвта от сърцето (камерите на сърцето) към органите. Те имат дебели стени, изградени от три слоя:
- външен – от съединителна тъкан,
- среден – от съединителна тъкан и гладка мускулатура
- вътрешен – от еднослоен епител.

С отдалечаването си от сърцето артериите се разклоняват на все по-тесни клонове. Най-малките артерии се наричат артериоли и постепенно преминават в капиляри.
Най-голямата артерия в сърцето е аортата. Тя излиза от лявата камера и чрез разклоненията си пренася кръв до всички клетки. Всички артерии носят артериална (окислена) кръв, богата на кислород. Единствено белодробната артерия носи венозна (неокислена) кръв, която е богата на въглероден диоксид. Белодробната артерия излиза от дясната камера и се разклонява, като разклоненията ѝ отнасят неокислената кръв до белите дробове, където тя се окислява.